# ヴァレー・ハント・クラブ
ヴァレー・ハント・クラブ (Valley Hunt Club) は、アメリカ合衆国カリフォルニア州パサデナにある、非公開の社交クラブで、1890年にローズ・パレードの起源となるパレードを始めたことがよく知られている。
クラブの会員たちは、もともと東部や中西部に住んでおり、新たな居住地の穏やかな冬の気候を、広く知られるようにしたいと熱心に取り組んだ。クラブの会合の席で、チャールズ・F・ホルダー教授は「ニューヨークでは人々が雪に埋まっている」と発言し、「ここでは花が咲き、オレンジが実ろうとしている。私たちの楽園を世界中に伝えるために祭を開催しよう」と語った。
その後、数年間のうちに、この祭はマーチングバンドや、フロート車なども出し物とされるように拡大していった。その後1900年にトーナメント・パークと改称されることになった町の広場では、様々な競技も催され、ダチョウのレースや、荒馬乗りのデモンストレーション、フットボールの試合、さらには、ラクダとゾウの競走（ゾウが勝った）などが行われた。パレードのルートに沿って、関連席が設けられ、やがて、頭部の新聞などもこの行事に注目するようになった。1895年には、ヴァレー・ハント・クラブの手に余るほどの規模に成長したこの行事を運営する組織として、トーナメント・オブ・ローゼ・アソシエーション (Tournament of Roses Association) が結成された。その後、クラブは、主だった周年行事に当たる年を除くと、何十年もの間パレードには関わらない時期があったが、1983年からクラブとしてパレードに復帰し、その後は毎年、骨董品の荷馬車、典型的には「ルーフ・シート・ブレイク」などを乗馬従者つきのフリージアン・ホースに引かせてパレードに参加している。
ヴァレー・ハント・クラブは、昔から変わらず、パサデナのサウス・オレンジ・グローヴ・ブルバード520番地 (520 South Orange Grove Boulevard, Pasadena, CA 91105) にあるが、ここは毎年のローズ・パレードの「フォーメーション・エリア」の中であり、行事の運営本部である「トーナメント・ハウス (Tournament House)」にも近い。ヴァレー・ハント・クラブは、今も非公開の社交クラブである。現在トーナメント・オブ・ローゼ・アソシエーションが入っているリグレー・マンション (Wrigley Mansion) に加え、フェインズ・マンション (Fenyes Mansion) とビッセル・ハウス (Bissell House) を別にすれば、かつてクラブとともにオレンジ・グローヴ・ブルバードに立ち並んでいた中西部の富豪たちの大邸宅群は、コンドミニアムやアパートメントの集合体に置きかわっている。